# تاکافومی هوری
تاکافومی هوری (انگلیسی: Takafumi Hori؛ زادهٔ ۱۰ سپتامبر ۱۹۶۷) بازیکن فوتبال اهل ژاپن است.
از باشگاه‌هایی که در آن بازی کرده‌است می‌توان به باشگاه فوتبال کونسادول ساپورو و باشگاه فوتبال اوراوا رد دیاموندز اشاره کرد.